# Back on the Case
Back on the Case è il quinto album in studio del gruppo musicale britannico Acoustic Alchemy, pubblicato nel 1991.

## Tracce
1. The Alchemist
2. Jamaica Heartbeat
3. Georgia Peach
4. Playing for Time
5. When the Lights Go Out
6. Clear Air for Miles
7. Fire of the Heart
8. Freeze Frame
9. On the Case
10. Break for the Border